# بخش بیسمارک، شهرستان سیبلی، مینه سوتا
بخش بیسمارک (به انگلیسی: Bismarck Township) یک منطقهٔ مسکونی در ایالات متحده آمریکا است که در شهرستان سیبلی، مینه‌سوتا واقع شده‌است.
 بخش بیسمارک ۹۳٫۵ کیلومتر مربع مساحت و ۳۷۶ نفر جمعیت دارد و ۳۲۴ متر بالاتر از سطح دریا واقع شده‌است.